# Монтезума (Огайо)
Монтезума (англ. Montezuma) — селище (англ. village) в США, в окрузі Мерсер штату Огайо. Населення — 152 особи (2020).

## Географія
Монтезума розташована за координатами 40°29′22″ пн. ш. 84°32′59″ зх. д. / 40.48944° пн. ш. 84.54972° зх. д. (40.489408, -84.549771).  За даними Бюро перепису населення США в 2010 році селище мало площу 0,32 км², з яких 0,30 км² — суходіл та 0,02 км² — водойми.

## Демографія
Згідно з переписом 2010 року, у селищі мешкало 165 осіб у 74 домогосподарствах у складі 48 родин. Густота населення становила 518 осіб/км².  Було 89 помешкань (279/км²).
Расовий склад населення:
| - 99,4 % — білих |

До двох чи більше рас належало 0,6 %. Частка іспаномовних становила 1,2 % від усіх жителів.
За віковим діапазоном населення розподілялося таким чином: 13,9 % — особи молодші 18 років, 74,0 % — особи у віці 18—64 років, 12,1 % — особи у віці 65 років та старші. Медіана віку мешканця становила 44,3 року. На 100 осіб жіночої статі у селищі припадало 111,5 чоловіків;  на 100 жінок у віці від 18 років та старших — 118,5 чоловіків також старших 18 років.
Середній дохід на одне домашнє господарство  становив 44 827 доларів США (медіана — 35 714), а середній дохід на одну сім'ю — 52 314 долари (медіана — 52 500). За межею бідності перебувало 13,4 % осіб, у тому числі 3,2 % дітей у віці до 18 років та 14,8 % осіб у віці 65 років та старших.
Цивільне працевлаштоване населення становило 83 особи. Основні галузі зайнятості: виробництво — 37,3 %, освіта, охорона здоров'я та соціальна допомога — 24,1 %, роздрібна торгівля — 14,5 %, науковці, спеціалісти, менеджери — 6,0 %.